# Улянівка (Романівська селищна громада)
Уля́нівка (до 1946 року — колонія Юліянівка) — село в Україні, у Романівській селищній територіальній громаді Житомирського району Житомирської області. Населення становить 150 осіб (2001).

## Географія
Село розташоване на лівому березі річки Жабричка.

## Історія
У 1906 році — село Миропільської волості Новоград-Волинського повіту Волинської губернії. Відстань від повітового міста 48 верст, від волості 17. Дворів 52, мешканців 248.
У жовтні 1935 року із села Улянівка до Харківської області, на основі компроментуючих матеріалів НКВС, ешелоном було виселено 20 польських родин (100 осіб). Серед виселених 26 осіб чоловічої статі, 27 жіночої, 47 дітей. Натомість на місце вибулих радянською владою переселялися колгоспники-ударники з Київської і Чернігівської областей.
У 1941—44 роках — адміністративний центр колишньої Юльянівської сільської ради Баранівського району.